# Lustration
Pour la lustration en politique, voir Lustration (politique).
La lustration (du latin lustratio), ou le lustre (lustrum, de lustrare, purifier), est une cérémonie de purification de la Rome antique. Elle s'effectuait en versant de l'eau, ou en aspergeant de l'eau au moyen d'un rameau de laurier ou d'olivier, ou encore à l'aide d'un instrument appelé aspergillum.
L'effet de cette purification était censé être équivalent à la fumée de matériau brûlé. Elle était également souvent associée aux sacrifices d'animaux, promenés rituellement autour de la personne ou de l'objet à purifier.
En Égypte, la lustration était associée au culte des morts, et constituait un rite essentiel pour assurer le retour à la vie dans l'au-delà.

## Dans l'Égypte antique
Osiris, d'abord divinité de la végétation, assurant le renouveau des plantes, fut ensuite considéré comme un homme et un ancien roi d’Égypte, pourvu d’un mythe de mort et de résurrection. « Il est devenu le dieu des morts, dont il était le prototype, et qui pouvaient, eux aussi, revenir à la vie par l’emploi des mêmes rites qui l’avaient fait renaître lui-même ». L’eau lustrale, qui peut être d’origine très différente, provenant soit de l'Île Éléphantine (considérée à l'époque comme la source du Nil), soit d'un lac sacré, du fleuve lui-même ou de l’Océan, était versée suivant les différentes heures de la nuit, souvent additionnée de natron ou d’encens de plusieurs provenances (Nord et Sud de l’Égypte). Cette effusion, dont on aspergeait régulièrement les pieds ou les effigies du pharaon défunt, était censée rendre à la momie ses fluides corporels pour lui permettre de revivre dans l’au-delà. C'est ce qui explique la multiplication des statues funéraires, chacune d'elles permettant l'exercice du culte.
A Dendérah, une inscription sur le piédestal d'une statue suggère que l'eau qui coulait sur les hiéroglyphes de cette effigie devenait sacrée et était réputée guérir nombre de maladies. Les ruines situées à proximité étaient peut-être les vestiges d'un sanatorium.
Les Égyptiens ont développé tout un ensemble de récipients, vases, cruches, bassins, amphores, bouteilles, aiguières à bec et coupes de formes variées, destinés à ces différents usages. Au Nouvel Empire, ces vases à lustration, outre les bouteilles effilées d’assez grandes dimensions (hésit), se divisent en cruches à larges épaules (nemsit), et en vases plus petits d'aspect globulaire (desrit), munis ou non de bec verseur et parfois de couvercles figurant des têtes de dieux animaliers ; ils étaient presque toujours disposés par quatre dans les tombes et leurs décors pour représenter les quatre lustrations rituelles en hommage aux dieux, maîtres de l'Univers : Horus, Seth, Thot et Sep (ou Geb).
La lustration pouvait également être pratiquée sur des vivants. Au Nouvel Empire, un pharaon, outre une lustration matinale comme représentant des dieux et dieu lui-même, détenteur de leurs pouvoirs (cérémonie de la Perdouat), recevait plusieurs fois au cours de son existence une grande lustration solennelle, pendant son enfance, lors de son couronnement (culte solaire), et durant sa vieillesse, lorsque sa puissance vitale semblait s'affaiblir.

## Dans la Grèce antique
Dans les usages de la Grèce antique, la cérémonie était liée à la notion de souillure : elle était initiée par un individu ou une cité pour se purifier lorsqu'un crime avait été commis, ou encore pour purifier un lieu sacré qui aurait été souillé.

## Dans la Rome antique

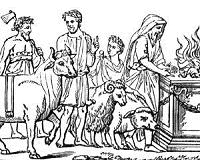
Romains sacrifiant un cochon, un mouton et un taureau lors d'une suovetaurile.

Dans la religion romaine, la cérémonie avait pour objectif d'assurer la bénédiction et la protection de la divinité, sans qu'il y ait forcément eu une faute de commise : on pouvait purifier des champs (les Ambarvales, cérémonie des frères Arvales), ou des troupeaux (les Palilia, comprenant un sacrifice à la déesse Palès).
Les armées romaines venaient se faire purifier avant de partir en campagne, et la cérémonie était renouvelée avant chaque bataille.
La cité même de Rome procédait à cette cérémonie de lustration en cas de prodiges ou de calamités. Cette cérémonie était renouvelée régulièrement tous les cinq ans (les « lustres »), au moment où les censeurs quinquennaux, ayant achevé le recensement, abdiquaient solennellement.
Servius Tullius, aurait été le premier à effectuer cette cérémonie après avoir réalisé le premier recensement, elle comportait le sacrifice du suovetaurile (c'est-à-dire un porc, un mouton et un taureau) devant la population réunie au Champ de Mars.

## Liturgie catholique
Dans la liturgie de l'Église catholique, la lustration est un rite d'exorcisme et de purification qui s'inscrit dans la cérémonie de la dédicace des églises ou intervient à la suite de la profanation d'un lieu de culte.
Elle s'effectue avec de l'eau mêlée de sel, de cendre et de vin — l'eau lustrale — préalablement confectionnée par le pontife et dont sont aspergés successivement les membres de la congrégation, l'autel, les murs intérieurs, extérieurs et le pavement de l'église.

## La lustration en Europe centrale et orientale

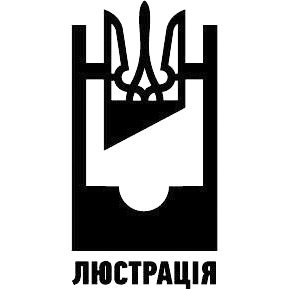
Logo du Comité de lustration ukrainien.

La chute du rideau de fer a entraîné, dans les pays d'Europe de l'Est, la publication, plus ou moins précoce, plus ou moins complète et plus ou moins bien encadrée de listes de collaborateurs, potentiels ou réels, des services secrets des anciens régimes communistes.
Dans presque tous les cas, ces démarches ont nourri des rumeurs et des chantages, par manque de transparence. Au fil des années, des lois ont été adoptées pour réguler l’accès aux dossiers et accompagner la publication de listes de juridictions ad hoc chargées de trancher une collaboration effective ou supposée.
La redécouverte de ce passé a lieu dans un climat de suspicion et d’amertume, de honte et de douleur. Pour désigner cette opération, le terme « lustration » s’est imposé dans tous les pays (Allemagne, Tchéquie, Pologne, pays baltes, Roumanie, Slovaquie, Hongrie, Bulgarie, ex Union soviétique).
Un phénomène similaire a lieu en Ukraine après l'Euromaïdan pour désigner l'exclusion de la fonction publique de fonctionnaires qui ont travaillé sous le président ukrainien Viktor Ianoukovytch pendant plus d'un an et qui n'ont pas démissionné de leur propre gré entre le 25 février 2010 et le 22 février 2014 et les fonctionnaires qui étaient actifs dans le Parti communiste de l'Union soviétique. Ils peuvent être exclus pour une durée de cinq à dix ans.